# Ота (Грузия)
Ота (груз. ოთა) — село в Грузии, на территории Аспиндзского муниципалитета края (мхаре) Самцхе-Джавахети.

## География
Село находится в южной части Грузии, на берегах реки Оты (правый приток Куры), на расстоянии приблизительно 3 километров (по прямой) к северо-востоку от посёлка городского типа Аспиндза, административного центра муниципалитета. Абсолютная высота — 1313 метров над уровнем моря.

## Население
По результатам официальной переписи населения 2014 года, в Оте проживало 324 человека (171 мужчина и 153 женщины). В национальной структуре населения грузины составляли 99,7 %, армяне — 0,3 %.
| Год  | Население, человек |
| ---- | ------------------ |
| 2002 | 375                |
| 2014 | ↘ 324              |